# Дубровицы (селище)
Селище Дубровицкое — археологический памятник в Городском округе Подольск Московской области России. Расположено на территории усадебного ансамбля Дубровицы в одноимённом посёлке. Впервые село Дубровицы упоминается в 1627 году, тогда это была боярская вотчина. На территории усадьбы соседствуют три селища: древнерусское, дьяковская культура, позднедьяко́вское. Селище Дубровицкое является выявленным объектом археологического наследия с 1998 года.

## Селище 1: древнерусское
Селище XI—XIII, XIV—XVII веков было обнаружено в 1991 году в ходе археологических разведок под руководством М. И. Гоняного. Однако на государственный учёт объект не поставили. Это место находится на территории усадьбы, в 50 метрах к северо-востоку от церкви Знамения, между ней и земляным курганом. Оно расположено на мысу второй надпойменной террасы правого берега реки Десны, у её устья.
Эта площадка имеет размеры 30 на 60 метров и находится на высоте 15—17 метров над уровнем реки. Неизвестно, были ли у этого поселения укрепления. Памятник был повреждён в XVII—XVIII веках во время строительства церкви. Культурный слой достигает 90 сантиметров, но верхняя его часть была нарушена перекопами. На селище обнаружена керамика гончарная древнерусская и позднесредневековая, в том числе сероглиняная, красноглиняная с лощением и без него, чернолощёная, белоглиняная, морёная. В ходе археологических раскопок на селище были найдены различные предметы, такие как керамические игрушки, пряслица, грузила, железные шилья, ножи, лезвие топора, гвозди, удила, подковы, наконечники стрел, пряжки, булавки и рубчатый перстень. Кроме того, обнаружены стеклянные бусины и кости животных.
Повторно обследовано весной 2022 года Подмосковной археологической экспедицией Института археологии РАН в ходе разведок на участке проведения земельных, строительных и хозяйственных работ по восстановлению колокольни церкви Знамения. В целом, состояние культурного слоя участка можно оценить как удовлетворительное. Однако верхние слои были повреждены в результате хозяйственной деятельности, которая велась в новое и новейшее время. В ходе работ были найдены предметы быта, фрагменты керамики и кремнёвые отщепы. Также был найден фрагмент фундамента, который, вероятно, является остатками стены, возведённой вокруг усадьбы Матвеем Дмитриевым-Мамоновым в начале XIX века.
| Карта Дубровицы. Селище 1 (кликните по карте, чтобы увеличить её) |

## Селище 2: дьяковская культура
Поселение, датируемое второй четвертью — концом первого тысячелетия до нашей эры, расположено на территории усадьбы, в 100 метрах к северо-востоку от церкви. Оно находится на краю мыса первой надпойменной террасы правого берега реки Десна, в 220 метрах от устья, между стрелкой мыса и курганом.
| Карта Дубровицы. Селище 2 (кликните по карте, чтобы увеличить её) |

Территория поселения занимает около 400 квадратных метров. Высота над рекой составляет примерно 13—14 метров.
Северная часть поселения была разрушена из-за размыва берега. Центральная часть поселения занята курганом, который в XIX веке был превращён в смотровую площадку. Культурный слой в поселении достигает одного метра в глубину и перемешан. В ходе раскопок была обнаружена лепная керамика с сетчатыми отпечатками, а также гладкостенная керамика, иногда с орнаментацией штампами и врезными линиями. Были найдены костяные наконечники стрел, наконечник гарпуна, обломок костяного манка, иглы, проколки и заготовки для них, костяные рукояти ножей с грибовидным навершием. Среди находок также есть рукоять ножа, украшенная гравировкой водоплавающей птицы и геометрическим узором. Найдены также глиняные и каменные обломки литейных форм, которые использовались для отливки украшений. Кроме того, обнаружены льячка (ложечка для залива металла), глиняные миниатюрные сосуды, грузики и уникальная игрушка в виде лошадки или собачки. Среди находок есть каменное грузило, вероятно, от ткацкого станка, и миниатюрный железный серп. В ходе раскопок были обнаружены многочисленные кости животных. Селище 2 было крупным поселением, относящимся к начальному этапу дьяковской культуры. Предметы, относящиеся к позднедьяковскому времени, не были найдены.

#### Находки на селище Дубровицы II[13]

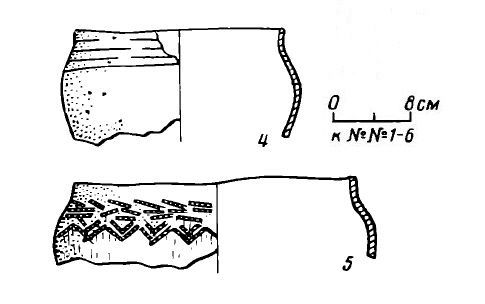
5 — керамика с гребенчатым штампом
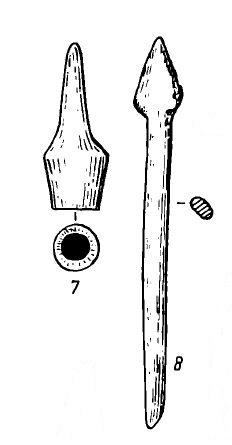
7—8 — костяные наконечники стрел
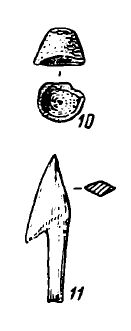
11 — стрела с одним шипом
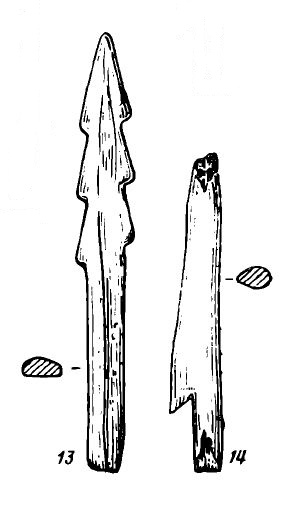
13—14 — кость
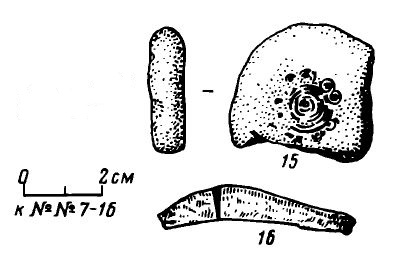
15 — глина; 16 — железо

## Селище 3: позднедьяковское
Поселение, относящееся к периоду раннего железного века (перекрыто слоями древнерусских селищ XI—XIII веков и позднейшими слоями селищ XIV—XVII веков), было обнаружено на территории посёлка Дубровицы, примерно в 450 метрах к югу — юго-западу от церкви. Оно находится на первой надпойменной террасе левого берега реки Пахры. Поселение было выявлено в 1971 году А. А. Юшко.
| Карта Дубровицы. Селище 3 (кликните по карте, чтобы увеличить её) |

Площадка протянулась вдоль берега реки, размеры территории 40 на 75 метров, высота над уровнем воды варьирует в пределах 2—6 метров. В некоторых местах поверхность площадки частично нарушена хозяйственной деятельностью. Через эту территорию проходит асфальтированная дорога. Толщина культурного слоя достигает 60 сантиметров. Здесь были найдены различные виды лепной керамики: с сетчатыми и текстильными отпечатками, гладкостенная, позднедьяковской культуры, гончарная древнерусская с линейным и волнистым орнаментом, а также позднесредневековая, в том числе белоглиняная.

## Другие объекты

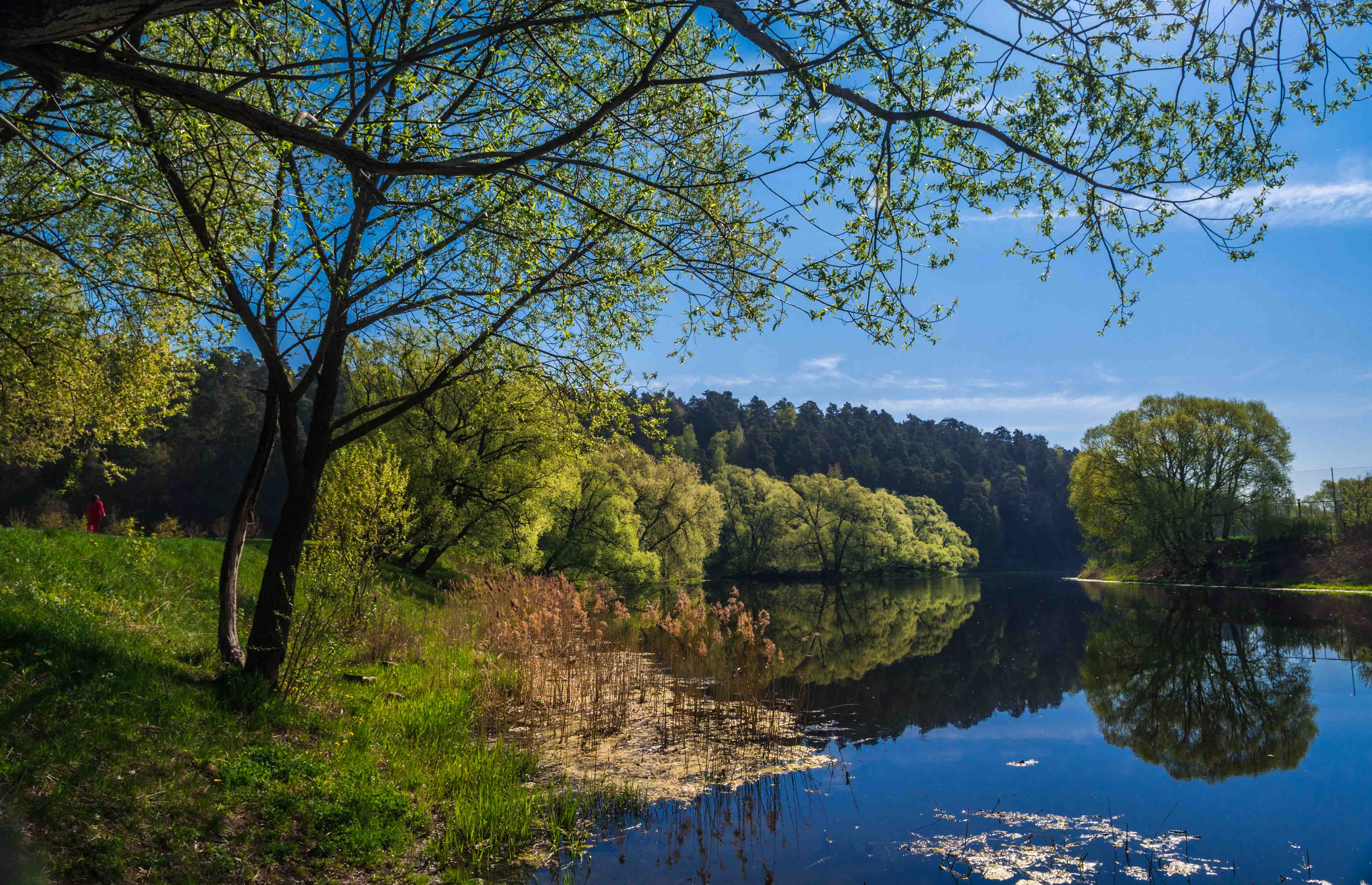
Поселение находится у места впадения Десны в Пахру

В окрестностях поселений были найдены остатки стоянок людей каменного века. Северную часть селища 2 занимает стоянка неолита. На селище 3 обнаружены кремнёвые отщепы, по форме и характеру сколов отнесённые к эпохе мезолита.

У юго-западной границы Дубровицкого парка, рядом с оврагом, был исследован курганный могильник, относящийся к XI—XIII векам (Л. Б. Павловский, И. Н. Вениаминов). До наших дней сохранились пять курганов высотой от 1 до 1,5 метров, которые были повреждены ямами.